# Sublimacijska toplota
Sublimacíjska toplòta (tudi specífična sublimacíjska toplòta) je toplota, ki jo moramo pri stalnem tlaku dovesti enemu kilogramu dane snovi v trdnem agregatnem stanju, segrete do temperature sublimacije, da sublimira, torej da preide v plinsto agregatno stanje. Enaka je toplota, ki jo pri stalnem tlaku odda en kilogram do temperature sublimacije ohlajenega plina, ko se strdi in preide v trdno agregatno stanje. Mednarodni sistem enot predpisuje za sublimacijsko toploto izpeljano enoto J/kg.